# Александр (Семёнов-Тян-Шанский)
Епи́скоп Алекса́ндр (в миру Алекса́ндр Дми́триевич Семёнов-Тян-Ша́нский; 24 сентября [7] октября 1890, Санкт-Петербург, Российская империя — 16 мая 1979, Париж, Франция) — епископ Константинопольской Православной Церкви, епископ Зилонский, викарий Архиепископии православных русских церквей в Западной Европе Константинопольского Патриархата.
Участник экуменического движения, много потрудился в деле духовного окормления молодёжи.

## Биография
Родился 24 сентября (7) октября 1890 год в Петербурге в дворянской семье Дмитрия Петровича Семёнова-Тян-Шанского, ученого-статистика (1852—1917), и Евгении Михайловны Заблоцкой-Десятовской (1854—1920), приходился внуком Петру Петровичу Семёнову Тян-Шанскому, знаменитому исследователю Средней Азии. Имел 4 братьев и 2 сестёр.
В 1914 году окончил юридический факультет Петербургского университета. Проявлял интерес к науками и искусству, хорошо рисовал.
В 1916 году окончил офицерские курсы Пажеского корпуса и поступил в лейб-гвардии Егерский полк, участвовал в Первой мировой войне и в гражданской войне в рядах Добровольческой армии. В 1920 году эмигрировал сначала в Финляндию, затем — Германию, а в 1925 году — во Францию.
В 1937 году начал изучать богословие и 23 марта 1941 года митрополитом Евлогием (Георгиевским) в Александро-Невском соборе в Париже рукоположён в сан диакона.
В 1942 году окончил Свято-Сергиевский богословский институт в Париже.
Митрополитом Евлогием 21 мая 1943 года рукоположён во священника. С 1 июня 1943 года — помощник настоятеля Свято-Сергиевской церкви в Коломбеле, а с 11 января 1944 года — законоучитель и настоятель церкви при детском приюте в Веррьере-Ле-Бюиссон.
С 1947 года настоятель церкви при Воскресенской женской обители и приюте в Розе-ан-Бри, а с 14 октября 1955 года — настоятель Покровской церкви в Париже; 17 апреля 1955 года возведён в сан протоиерея; 16 января 1957 года назначен настоятелем Знаменской церкви в Париже в должности которого оставался до своей кончины.
В монашество был пострижен 2 июля 1966 года, а 3 июля возведён в сан архимандрита.
Занимал видное место среди русской эмиграции. Являлся председателем канонической комиссии и духовного суда Западноевропейской русской архиепископии. Часто выступал на страницах эмигрантских изданий, много писал для «Вестника РСХД»; проявлял большой интерес к литературе и искусству, опубликовал ряд проповедей и статей о взаимосвязи христианства и культуры. Являлся духовным руководителем юношеской организации «Витязи» и членом Пажеского объединения.
30 июня 1971 года избран викарием архиепископа Сиракузского Георгия (Тарасова), главы Русской православной архиепископии Западной Европы с титулом епископа Зилонского (ныне Зиле, Турция).
5 сентября 1971 года архиепископом Георгием (Тарасовым) в Александро-Невском соборе в Париже хиротонисан во епископа Зилонского.
По воспоминаниям Ирины Семёновой-Тян-Шанской: «Он был необыкновенным, умным, чистым человеком. <…> Даже став епископом, владыка Александр жил очень скромно. У него были две маленькие комнатки, простая обстановка. Почти до конца жизни он рисовал и даже немного стеснялся этого своего не монашеского увлечения. Картины его остались в нашей семье».
Общавшийся с ним незадолго до смерти Анатолий Краснов-Левитин вспоминал: «Я сижу в его скромной квартирке в Париже, около церкви, и слушаю его чудесную неторопливую речь. Он очень стар, — ему уже под девяносто. Первое впечатление — старец, дряхлый, седовласый, в нём едва теплится жизнь. Но через мгновение это впечатление исчезает. Лицо Владыки озаряется тихим светом. После этой встречи между нами началась переписка. Его лёгкий молодой почерк вызывал у меня восхищение. Его стиль — стиль старого русского интеллигента, теперь безнадежно утерянный, доставлял огромное удовлетворение. Увы! Недолго длилась наша переписка. Последнее письмо в мае 1979 года, а через месяц его не стало».
Скончался 16 мая 1979 года в Париже; 21 мая похоронен в усыпальнице Свято-Успенской церкви на кладбище в Сент-Женевьев-де-Буа.

## Труды
статьи
- Отец и мать в христианской семье // Вестник РСХД. 1954. — № 31 — С. 18-21
- О детях // Вестник РСХД. 1954. — № 32 — С. 14-17
- Памяти Д. С. Стеллецкого // «Русская мысль». — Париж. — ноябрь 1956
- Слово о хуле на Святого Духа // Вестник РСХД. 1959. — № 54 (III). — С. 33-36
- Итоги чрезвычайного Епархиального Собрания Западно-Европейского Русского Экзархата // Вестник РСХД. — 1960. — № 57. — С. 1-4
- Памяти о. Алексея Буткевича // Вестник РСХД. 1962. — № 1 (64). — С. 61-64
- Искусство в христианском мире (Памяти А. С. Пушкина) // Вестник РСХД. 1962. — № 2 (65). — С. 7-20
- О задачах нашего Экзархата // Вестник РСХД. — 1963. — № 70-71. — С. 2-6
- О значении епархиального совета и соборной жизни церкви // Вестник РСХД. 1963 — № 70-71. — С. 6-11
- Слова и поучения блаженной памяти Митрополита Владимира // Вестник РСХД. 1963. — № 1-2 (68-69)
- Louis Evely — Rencontres avec le Christ // Вестник РСХД. 1963. — № 1-2 (68-69)
- «От них же первый есмь аз» // Вестник РСХД. 1964. — № 1-2 (72-73). — С. 49-52
- Louis Evely. «Notre Père» // Вестник РСХД. 1964. — № 1-2 (72-73). — С. 91-93
- Alexander Schmemann, «For the life of the World» // Вестник РСХД. 1964. — № 3 (74). — С. 58-67
- Путевые впечатления (Венеция 1964) // Вестник РСХД. 1964. — № 3 (74). — С. 74-75
- «Книга Свидетельств» — Архиепископ Иоанн Сан-Францисский (Шаховской) // Вестник РСХД. 1965. — № 2 (77). — С. 78-79
- «Встань и ходи» // Вестник РСХД. 1965. — № 3 (78). — С. 5-7
- Митрополит Владимир — Святитель-Молитвенник // Вестник РСХД. 1965. — № 3 (78). — С. 48-50
- Общее собрание членов Р. С. Х. Д. во Франции // Вестник РСХД. 1965. — № 4 (79) — С. 70-71
- Осенний Съезд Р. С. Х. Д. 10—11 ноября 1965 года // Вестник РСХД. 1965. — № 4 (79) — С. 71-73
- Размышления о последних событиях нашей церковной жизни // Вестник РСХД. — Париж. — Нью-Йорк. — 1966. — № 80. — С. 1-4
- Слово перед панихидой в 9-й день после кончины А. А. Ахматовой // Вестник РСХД. — Париж. — Нью-Йорк. — 1966. — № 80. — С. 52-54
- Монах Антоний Савваит // Вестник РСХД. — 1966. — № 80. — С. 71-72
- Слово о чудесном насыщении народа // Вестник РСХД. — 1966. — № 3 (81). — С. 38-40
- Памяти протопресвитера о. Николая Афанасьева // Вестник РСХД. — Париж. — Нью-Йорк. — 1966. — № 82. — С. 59-64
- «La Pensée Orthodoxe» — сборник статей профессоров Богословского Института в Париже // Вестник РСХД. 1967 — № 1 (83). — С. 68-78
- Десятая Ламбетская конференция англиканских епископов (1968 г.) // Вестник РСХД. 1969. — № 1-2 (91-92). — С. 25-42
- Преображение Господне // Вестник РСХД. 1969. — № 3 (93). — С. 5-7
- «Great Lent» by A. Schmemann // Вестник РСХД. 1969. — № 3 (93). — С. 130—134
- Суд истории — суд Божий // Вестник РСХД. 1969. — № 4 (94). — С. 71-78
- Отец Алексей Мечев // Вестник РСХД. 1970. — № 1-2 (95-96). — С. 185—192.
- О некоторых трудностях в жизни римско-католической Церкви // Вестник РСХД. 1971. — № 1 (99). — С. 34-36
- Смерть и воскресение // Вестник РСХД. 1971. — № 2 (100). — С. 34-43
- Призвание Движения (Слово, сказанное на празднике РСХД в декабре 1971 г.) // Вестник РСХД. 1971. — № 3-4 (101—102). — С. 148—152
- Светлой памяти Б. К. Зайцева // Вестник РСХД. 1971. — № 3-4 (101—102). — С. 318—321
- О терпимости в церковной жизни // Вестник РСХД. 1972. — № 4 (106). — С. 98-108
- «Мы грешные и святость» // Вестник РХД. 1975. — № 116 (II-III-IV). — С. 5-7
- Ответ свящ. С. Желудкову // Вестник РХД. 1975. — № 116 (II-III-IV). — С. 40-52
- О книге прот. А. Шмемана о крещении // Вестник РХД. 1976. — № 118. — С. 46-59
- Введение в византийское богословие // Вестник РХД. 1977. — № 1 (120). — С. 60-64
- Духовный мир Д. П. Кончаловского // Вестник РХД. 1978 — № 3 (126). — С. 130
- Успение Пресвятой Богородицы // Вестник РХД. 1979. — № 3 (129). — С. 37-43
- Церковь (из книги «Православный катехизис») // Хрестоматия по мистагогии. Книга 2. Приложения к таинствоводственным темам первой ступени : Введение в таинствоводство (мистагоги́ю). Таинство евхаристии. Экклезиология / сост., авт. предисл. Г. Кочетков. — М.: Свято-Филаретовский православно-христианский институт, 2019. — 488 с. — ISBN 987-5-89100-183-1. — С. 163—174
- О таинстве бракосочетания и монашестве // Хрестоматия по мистагогии: в 4 кн. Книга 3. Приложения к таинствоводственным темам второй ступени: «Дополнительные таинства» : Таинства аскетического покаяния и елео-освящения. Таинства иерархического священства и брака / сост., авт. предисл. свящ. Г. Кочетков. — М. : Свято-Филаретовский православно-христианский институт, 2019. — 160 с. ; 21 см. — ISBN 987-5-89100-184-8

книги
- Отец Иоанн Кронштадтский. — Нью-Йорк : Издательство имени Чехова, 1955. — 380 с.
  - Отец Иоанн Кронштадтский. — Париж : Имка-Пресс, 1990. — 380 с.
- Catéchisme Orthodoxe (Pour adultes). — Paris, 1961. — 152 p. (Православный катехизис)
- Пути Христовы: проповеди и статьи. — Париж : Имка-Пресс, 1969. — 297 с.
- Православный Катехизис. Sinе loco, sinе anno.
  - Православный катихизис. — 3-е изд. — Париж : Храм Знамения Божией Матери, 1989. — 175 с.
  - Православный катихизис. — М. : Мос. Патриархия, 1990. — 127 с.
- Смерть и воскресение. — Москва: Крутицкое подворье; Изд-во свв. Кирилла и Мефодия; Об-во любителей церк. истории, 2002. — 21 с.